# Jornadas de 31 de Maio e 2 de Junho de 1793
As Jornadas de 31 de Maio e 2 de Junho de 1793 veem a queda dos Girondinos, durante a Revolução Francesa, sob a pressão do povo de Paris.

## Antecedentes

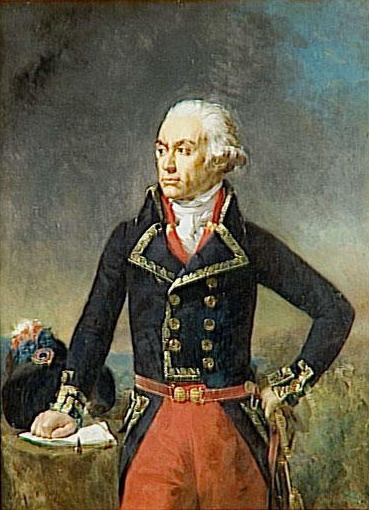
Charles-François Dumouriez,
General em chefe do Exército do Norte (1739–1823)
pintura póstuma de Jean Sébastien Rouillard
Museu do Palácio de Versailles.

Após o anúncio da traição do General Dumouriez, em 1.º de Abril de 1793, o conflito entre a Gironda e a Montanha exacerba-se. No seio das secções parisienses e provinciais, uma luta opõe, desde janeiro, os moderados, às vezes próximos aos Girondinos, e os radicais, sensíveis às revindicações dos "Enragés" ("Enraivecidos", literalmente em português), que, num contexto de colapso do assignat, de inflação, de carestia, de recessão econômica e de desemprego, reclamavam taxações, socorro público aos pobres e às famílias dos voluntários, a requisição de gêneros alimentícios e a instauração de um "Terror legal" contra os monopólios e os suspeitos. Este movimento era encarnado por Jacques Roux e Jean-François Varlet em Paris, por Taboureau em Orléans, por Marie Joseph Chalier e Jean-Théophile Leclerc em Lyon.
Desde o dia do anúncio da traição de Dumouriez, Varlet funda no Bispado um comitê central revolucionário, dito "Comitê do Bispado", enquanto que Jacques Roux provoca a formação de uma assembléia geral dos comitês de vigilância de Paris, que obtém o apoio da Comuna de Paris e de seu procurador, Chaumette. Hostis aos Girondinos, o comitê e a assembléia geral opõem-se igualmente um ao outro, sendo o secretário do comitê, Germain Truchon, adversário de Roux.
Em 3 de Abril, Robespierre pede, frente à Convenção, a acusação dos cúmplices do general, declarado traidor da Pátria, «e notadamente Brissot», ataque reiterado em 10 de Abril.
 Dois dias depois, o "Clube dos Jacobinos", presidido por Marat, endereça às sociedades afiliadas uma circular convidando-as a solicitar a destituição dos deputados que tenham votado a favor do apelo público quando do processo contra Luís XVI. Em reação a isso, sobre proposta de Guadet, feita em 13 de Abril, a Convenção vota pela acusação de Marat por 226 votos contra 93 e 47 abstenções. Contudo, o Tribunal Revolucionário o absolve em 24 de Abril.
Em 15 de Abril, 35 das 48 Secções Revolucionárias de Paris apresentam à Convenção uma petição reclamando o afastamento de 22 deputados girondinos.
Para responder à ameaça, já que Robespierre apresenta em 24 de Abril um projeto de declaração de direitos subordinando a propriedade à utilidade social, a Gironda levanta um debate sobre a questão social, invocando a ameaça dos «anarquistas» e da «lei agrária». Em 30 de Abril, Pétion lança uma "Carta aos Partidários" ("Lettre aux partisans" (em francês))
Em 9 de Maio, as secções de Bordeaux, dominadas pela burguesia comercial, enviam um manifesto ameaçador contra os « anarquistas », assim como Nantes. Em Marselha, os Representantes em Missão são expulsos em 29 de Abril, e um comitê geral das secções é formado, que se põe a perseguir sans-culottes e jacobinos. Em Lyon, moderados e realistas derrubam a municipalidade montanhesa, em 29 de Maio, e Chalier é aprisionado e posteriormente guilhotinado, em 17 de Julho.
Em Paris, Guadet denuncia em 18 de Maio a Comuna, falando de « autoridades anarquistas, ávidas ao mesmo tempo de dinheiro e dominação » e propondo sua cassação imediata. Uma "Comissão Extraordinária dos Doze", agrupando apenas girondinos, é instituída. Em 24 de Maio, esta ordena a prisão de Hébert, bem como a de Varlet ou de Dobsen. Uma luta violenta é travada então pelo controle das assembléias gerais e os comitês das secções, que se prolonga durante o verão por um bom número de secções parisienses.
Em 25 de Maio, a Comuna reclama a libertação de Hébert, pedido ao qual Isnard, então presidente da Convenção, responde ameaçando Paris de destruição.
No dia seguinte, Robespierre conclama os Jacobinos à insurreição. Em 28 de Maio, a secção da "Cité" convoca as outras secções de Paris para o dia seguinte, no Bispado, a fim de organizar a insurreição. Em 29 de Maio, um comitê insurrecional com 9 membros, conhecido pelo nome de "Comitê do Bispado", é formado pelos delegados de 33 secções. Libertados na véspera pela Convenção, após a partida dos Girondinos da sala de sessões, Varlet e Dobsen também fazem parte deste comitê. No dia seguinte, o diretório do departamento adere à insurreição.
Em 31 de Maio, o "Comitê do Bispado" amplia-se para um comitê central revolucionário de 25 membros, pelo acréscimo de 4 membros da Comuna de Paris e de 11 representantes do departamento.

## A insurreição de 31 de Maio

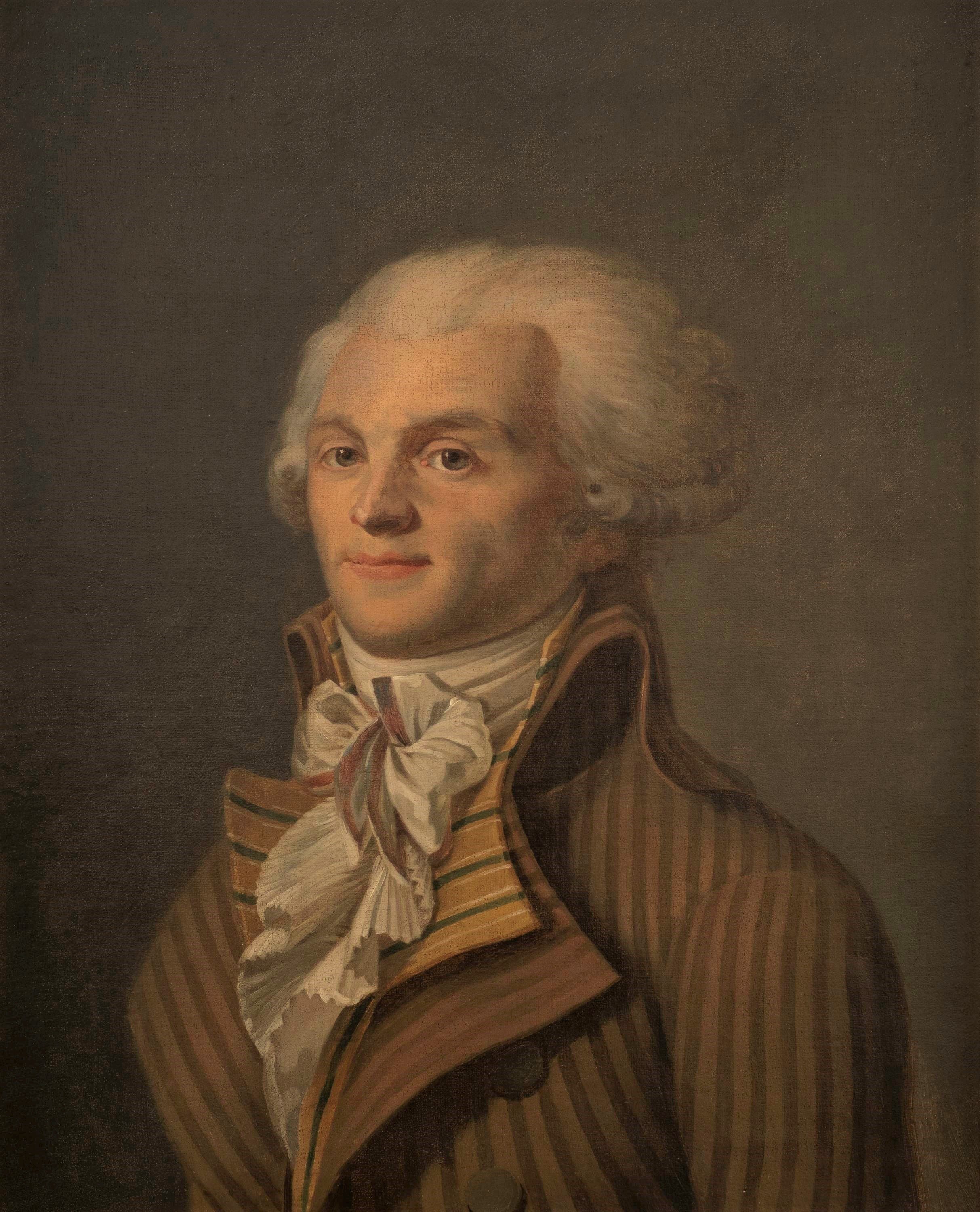
Robespierre

Sob a direção do "Comitê do Bispado", a insurreição desenrola-se de acordo com o modelo da Jornada de 10 de Agosto de 1792. Após fazer soar o toque de sinos, os peticionários das secções e da Comuna se apresentam por volta das 17 horas na barra da Assembléia, enquanto a multidão ocupa as laterais do prédio. Esta petição reclama a exclusão dos chefes da Gironda, a supressão da "Comissão dos Doze", a prisão de suspeitos, a limpeza na administração, a criação de um exército revolucionário, a fixação do preço do pão em 3 "sous" através de uma sobretaxa aplicada aos ricos, a distribuição de socorro público aos idosos, aos enfermos e aos pais de voluntários do exército. Com base no relatório de Barère, em nome do "Comitê de Salvação Pública", e apesar da intervenção de Robespierre, a Convenção limita-se a suprimir a "Comissão Extraordinária dos Doze".

## A Insurreição de 2 de Junho
No domingo, 2 de Junho, uma nova insurreição explode. Sob a ordem do comitê insurrecional, 80.000 homens da Guarda Nacional, chefiados por Hanriot cercam a Convenção, enquanto uma delegação vai requerer à Assembléia a prisão imediata dos chefes girondinos.
Após um debate confuso, toda a Convenção sai do edifício, capitaneada por seu presidente, Hérault de Séchelles, tentando forçar passagem. Em resposta, Hanriot ordena: «Canhoneiros, a seus postos!» Vencida, a Convenção retorna à sala de sessões, onde, com proposta de Georges Couthon, são decretadas as prisões a domicílio dos 22 representantes reclamados pelos peticionários, assim como dos membros da "Comissão dos Doze" e dos ministros Clavière e Lebrun-Tondu. Tendo sido excluídos da medida Boyer-Fonfrède e Saint-Martin-Valogne  por solicitação de Legendre, e depois Ducos, Dussaulx e Lanthenas por solicitação, entre outros, de Couthon e de Marat, foram então 29 os deputados girondinos presos a domicílio com os ministros Clavière e Lebrun-Tondu.

## Sequência

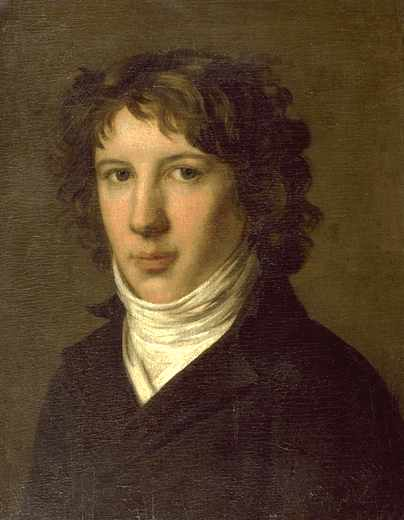
Louis Antoine Léon de Saint-Just.

Colocados em residência vigiada em seus domicílios, muitos deputados girondinos fugiram e favoreceram as revoltas federalistas na Normandia, na Bretanha e no Sudoeste e Midi da França. Do mesmo modo, 75 deputados assinaram uma petição protestando contra a Jornada de 2 de Junho. Para tranquilizar os departamentos, inquietos diante da ameaça de uma ditadura dos sans-culottes parisienses, o relatório de Saint-Just sobre os deputados detidos ou fugitivos é dos mais moderados.
Sobre o plano social, a lei de 3 de Junho de 1793, sobre a forma de venda dos bens dos emigrados, precisava que estes seriam divididos em pequenas parcelas para favorecer os camponeses pobres que poderiam usufruir de um intervalo de dez anos para pagar. A lei de 10 de Junho, sobre a partilha dos bens comunais, autorizada a título facultativo, indicava que esta se faria em partes iguais, para todos os habitantes domiciliados, e não apenas proprietários, e que cada lote seria sorteado. Por fim, a lei de 17 de julho, sobre o regime feudal, suprimia definitivamente o conjunto de direitos feudais, sem direito a indenização, sendo os títulos depositados aos cuidados das municipalidades para serem queimados.
Sobre o plano político, a Constituição do Ano I foi votada em 24 de Junho, após rápida discussão. Quanto à Declaração de Direitos, se ela rejeitava a modificação da definição de "propriedade", reconhecia o direito à insurreição. Submetida à ratificação popular, a Constituição foi adotada por 1.800.000 "sins" contra cerca de 17.000 "nãos", sendo que 100.000 só a aprovaram mediante emendas moderadas ao texto, resultado proclamado em 10 de Agosto de 1793.
Para Raymonde Monnier, os Jacobinos conservaram de ponta a ponta a iniciativa desta insurreição e a direção política do acontecimento, e os "Enragés", partidários de medidas sociais radicais e da democracia direta, que tinham contribuído para sua preparação, jamais conseguiram fazer triunfar seus pontos de vista.

## Principais Fontes do Original Francês
- Albert Soboul, La Révolution française, Messidor/Éditions sociales, 1982, segunda parte, capítulo 2, « La fin de la Gironde (mars-juin 1793) ».